# Parc national de Berbak
Le parc national de Berbak est un parc national d'Indonésie situé sur le littoral oriental du centre de l'île de Sumatra, dans la province de Jambi.
Il est protégé par la convention de Ramsar sur la protection des zones humides depuis 1992 et fait partie avec le parc national de Sembilang de la réserve de biosphère Berbak-Sembilang, reconnue par l'Unesco en 2018.

## Caractéristiques
Créé en 1935 par le gouvernement colonial des Indes néerlandaises, le parc a été officiellement décrété en 1992. Toutefois, sa superficie a été réduite de 2 447 à 1 716 km2.
La plus grande partie de la zone est inondée 9 mois de l'année. La canopée y atteint 40 mètres.
Le parc est habité par une population de quelque 150 chasseurs-cueilleurs Kubu.

## Faune
Quelque 300 espèces d'oiseaux vivent dans le parc, parmi lesquelles le canard à ailes blanches (Cairina scutulata), des Alcedinidae, ainsi que 9 espèces de Bucerotidae. Des oiseaux migrateurs s'y arrêtent durant leur voyage de Sibérie vers l'Australie et retour, d'octobre à mars.
Le parc abrite deux espèces de crocodiles : le crocodile marin (Crocodylus porosus) et le faux-gavial de Malaisie (Tomistoma schegelii), ainsi que différentes espèces de tortues. 
Parmi les grands mammifères, on trouve le rhinocéros de Sumatra, le tigre de Sumatra (Panthera tigris sumatraensis, dont la population est estimée à 6 ou 7 mâles et 12 à 14 femelles), l'ours malais (Helartos malayanus), le tapir, le cerf aboyeur, le cerf nain.
On trouve également dans le parc diverses espèces de primates.

## Flore
Il abrite plus de 150 espèces d'arbres, dont 13 Pandanaceae et quelque 27 espèces d‘Arecaceae.